# 川崎健太
川﨑 健太（かわさき けんた、1995年7月31日 - ）は、日本の俳優、モデル。兵庫県出身。事務所は2023年3月より株式会社トリプルエー所属。

## 来歴・人物
- 特技はスノーボード、バスケットボール。
- AAAの前はフィットに所属していた。

## 出演

### テレビドラマ
- 相棒 season8（2010年、テレビ朝日）
- 青春探偵ハルヤ～大人の悪を許さない!～ 最終話（2015年12月24日、日本テレビ）
- ドラマ10　水族館ガール 第6話（2016年8月26日、NHK）
- 今からあなたを脅迫します 第1話・第5話・第9話（2017年、日本テレビ）
- 紺田照の合法レシピ（2018年　Amazonプライム・ビデオ）
- 京都南署鑑識ファイル第12作「盗聴された殺人!! 容疑者声紋一致せず!? 焼き芋に謎！」（2018年4月1日　テレビ朝日） - 京都南警察署刑事課 刑事 足立公平
- 親バカ青春白書 第1話  (2018年8月2日、日本テレビ)
- 今日から俺は!!（2018年　日本テレビ）
- 恋です!〜ヤンキー君と白杖ガール〜  第6話（2021年11月10日、NTV）
- 日本統一 関東編（2023年4月14日 - 6月16日、日本テレビ）[5]
  - 日本統一 東京編（2025年7月3日 - 、テレビ東京）[6]
- わたしの宝物（2024年10月17日 - 12月19日、フジテレビ） - 篠崎亘 役[7]

### Vシネマ
- 修羅の分裂（2015年）
- 九州極道戦争1・2（2016年）
- 代紋の墓場6（2016年）
- 新・極道の紋章8（2016年） - イリムラマサト
- 日本統一18-30・33-（2016年-） - 侠和会 山村義明
- 強者（ツワモノ） 第2章（2016年）
- 極道黙示録（2017年） - ター坊
- 狂犬と呼ばれた男たち カリスマヤクザ（2017年）
- 狂犬と呼ばれた男たち 外道ヤクザ（2017年）
- 制覇10・11（2017年） - 中林一家組員
- 狂犬と呼ばれた男たち 大阪ヤクザ戦争（2017年）
- 首都抗争3（2017年） - 若き日の真壁光博
- 制覇15・16・17（2018年） - 六代目難波組芹澤組組員 高田
- 任侠学園（2019年） - 美咲の兄
- 権力の階段 総理への道3（2020年） - 国会議員 オノ
- 日本統一外伝 〜山崎一門〜（2020年） - 三代目侠和会四代目山崎組謙勇会理事長 山村義明
- 日本統一外伝 田村悠人（2021年） - 三代目侠和会山崎組謙勇会理事長 山村義明
- やまざきいちもん 日本統一（2023年） - 侠和会 山村義明
- 極道の紋章レジェンド 第十六章（2023年）

### 映画
- 覇王 凶血の系譜II（2016年）
- 覇王 凶血の連鎖III（2017年）
- カイジ ファイナルゲーム（2020年）
- 今日から俺は!（2020年）
- 大阪闇金（2021年4月10日） - 北山組組員 ヤマモト
- 嘘喰い（2022年2月11日公開）
- 劇場版 山崎一門〜日本統一〜（2022年9月23日公開[8]）[9] - 三代目侠和会四代目山崎組謙勇会理事長 山村義明
- 静かなるドン（2023年5月12日公開） - 新鮮組幹部 久下[10]
- ゴーストキラー（2025年4月11日公開）[11]
- 田村悠人 ISOLATED（2025年6月6日公開）[12]
- 法廷の死神 第1章（2025年8月15日公開）[13]

### モデル
- 富士ヨット学生服 広告モデル（2014年11月）

## CD
シングル
- 山崎一門「男の貧乏くじ」（2022年9月21日、キングレコード）秋元康プロデュース[14]
- 山崎一門「KOBUSHI」（2023年5月24日、キングレコード）